# Paulowniaceae
Classification APG III (2009)
Famille
La famille des Paulowniacées regroupe des plantes dicotylédones.
Ce sont des arbres, à grandes feuilles opposées, à inflorescences terminales avec de grandes fleurs, originaires des régions tempérées d'Extrême-Orient.

## Étymologie
Le nom vient du genre type Paulownia, donné en hommage à Anna Pavlovna de Russie (1795-1865), par le médecin et naturaliste allemand  Philipp von Siebold lequel se fit passer pour un hollandais auprès des japonais afin de séjourner au japon où il passa six ans, de 1823 à 1829 au service de la Compagnie néerlandaise des Indes orientales. De ce pays, il ramena une très riche collection botanique et produisit une œuvre encyclopédique sur le pays nippon.

## Classification
Dans la classification classique de Cronquist (1981) le genre Paulownia est situé dans les Scrofulariacées. 
En classification phylogénétique APG (1998) et classification phylogénétique APG II (2003) cette famille est acceptée et comprend 6 espèces du genre Paulownia.

## Liste des genres
Selon NCBI (12 nov. 2015), ITIS (12 nov. 2015)  et Angiosperm Phylogeny Website (7 Jul 2010) :
- Paulownia

## Liste des espèces
Selon NCBI (7 Jul 2010) :
- genre Paulownia
  - Paulownia fortunei
  - Paulownia kawakamii
  - Paulownia tomentosa
  - Paulownia sp. ZKC-2008